# Nadja Pitschugowa

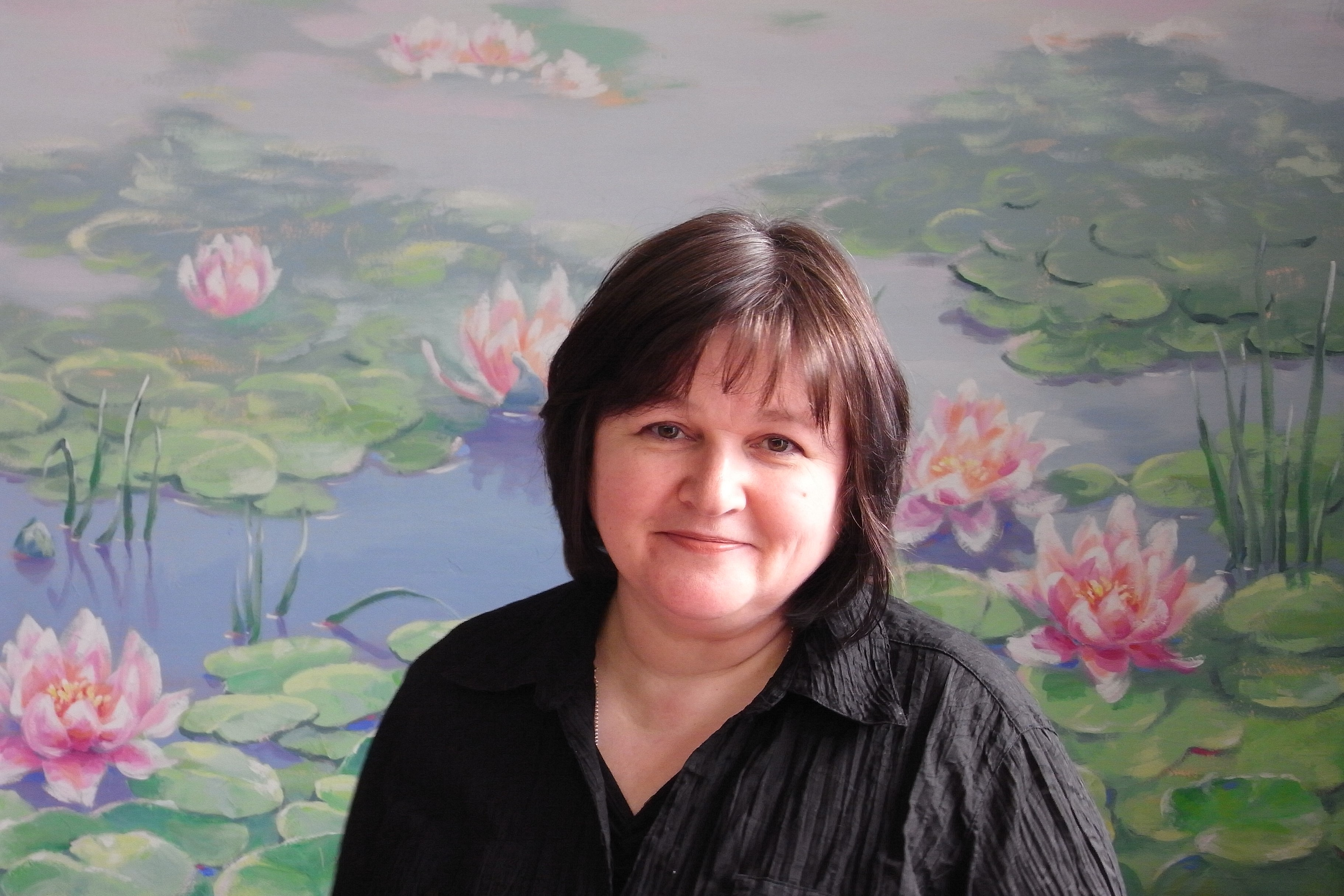
Nadja Pitschugowa vor ihrer Wandmalerei (2008)

Nadja Pitschugowa (russisch: Надежда Сергеевна Пичугова) (* 16. Mai 1959 im Dorf Kamyschewo, Swerdlowsk Gebiet, Russland; † 3. Februar 2022 in Dortmund, Deutschland) war eine russische Künstlerin, Architektin, Restauratorin und Dichterin.

## Leben
Als Dichterin schrieb sie in der aktivsten Periode von 1975 bis 1981 mehr als 50 Gedichte. Später erschien in Deutschland ihre Gedichtsammlung mit dem Titel Echos aus dem letzten Jahrhundert. Als Künstlerin schuf sie mehr als 340 Werke, darunter Porträts, Selbstporträts, Landschaften, Stillleben, Wandmalereien und Illustrationen von Kindergedichten. Im Jahr 2022 wurde eine Sammlung ihrer Illustrationen Sammlung von Illustrationen für Kindergedichte sowjetischer Schriftsteller aus dem Jahr 1993 veröffentlicht. Nadja Pitschugowa stellte ihre Werke in verschiedenen Techniken her: Bleistift, Tusche, Aquarell, Pastell, Ölmalerei und Acrylmalerei. Von 2004 bis 2018 beschäftigte sie sich mit der Restaurierung von Tischlerarbeiten und antiken Möbeln verschiedener historischer Epochen. Neben der Hauptarbeit als Architektin in Deutschland arbeitete sie seit 2015 aktiv an der Restaurierung der Kirche in ihrem Heimatdorf Kamyschewo (russisch: село Камышево) in Russland. Im Jahr 2016 erstellte sie das architektonische Projekt in Form eines Vorschlags zur Restaurierung des Gebäudes der Kirche St. Georg der Siegreiche (russisch: св. Георгия Победоносца) im Dorf Kamyschewo im Swerdlowsk-Gebiet sowie das Projekt für eine Holzkirche im Dorf Studentscheskij. Sie forschte über Freskenmalerei an den Wänden der Kirche St. Georg der Siegreiche und machte Vorschläge für deren Restaurierung. Nadja Pitschugowas frühe Werke lassen sich thematisch dem Realismus und ihre späteren Werke zum größten Teil dem Surrealismus zuschreiben. Ihre Werke signierte sie mit - НП (russische Großbuchstaben des Vor- und Nachnamens). 

## Galerie

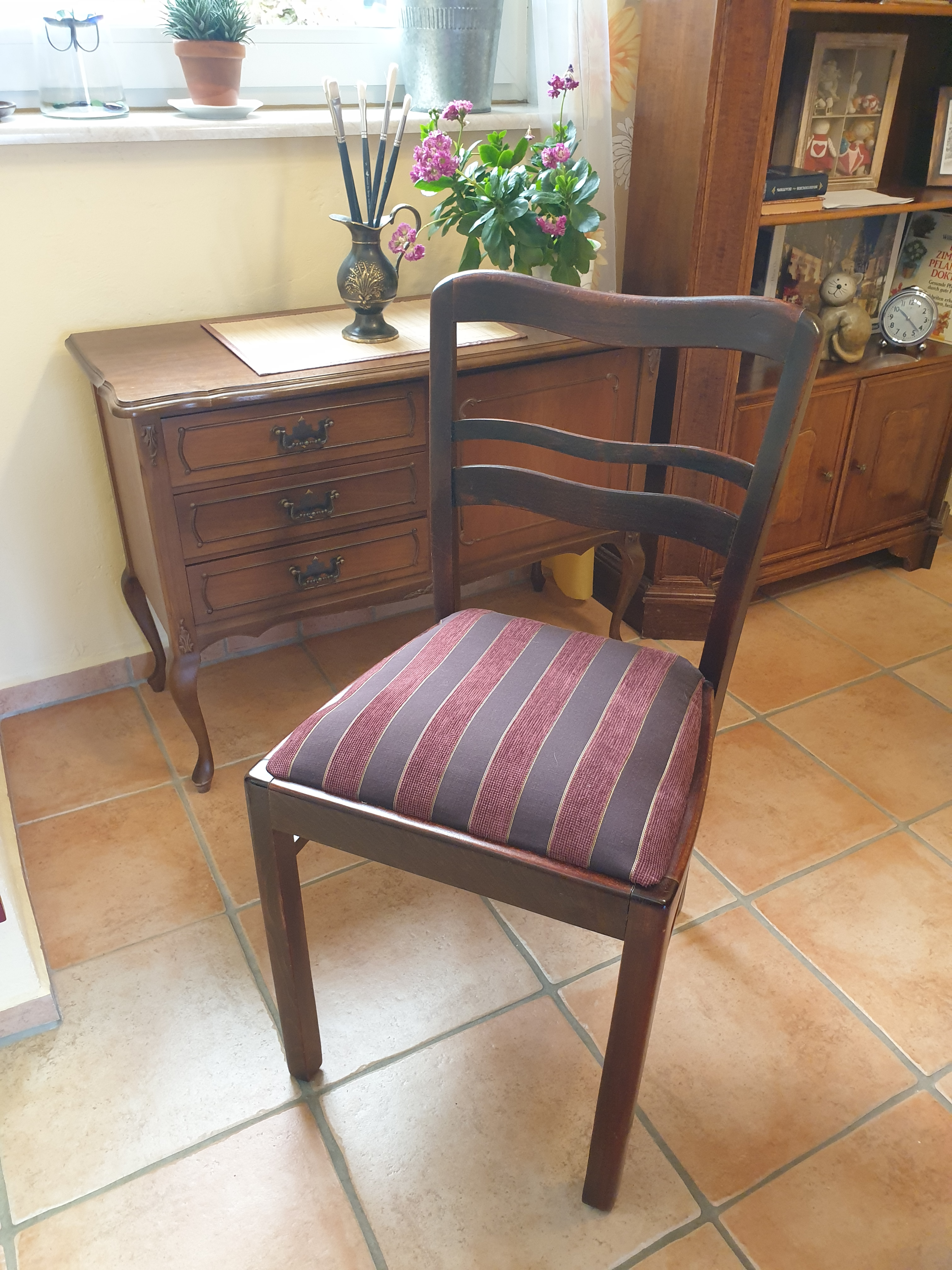
Stuhl Biedermeier (2005)
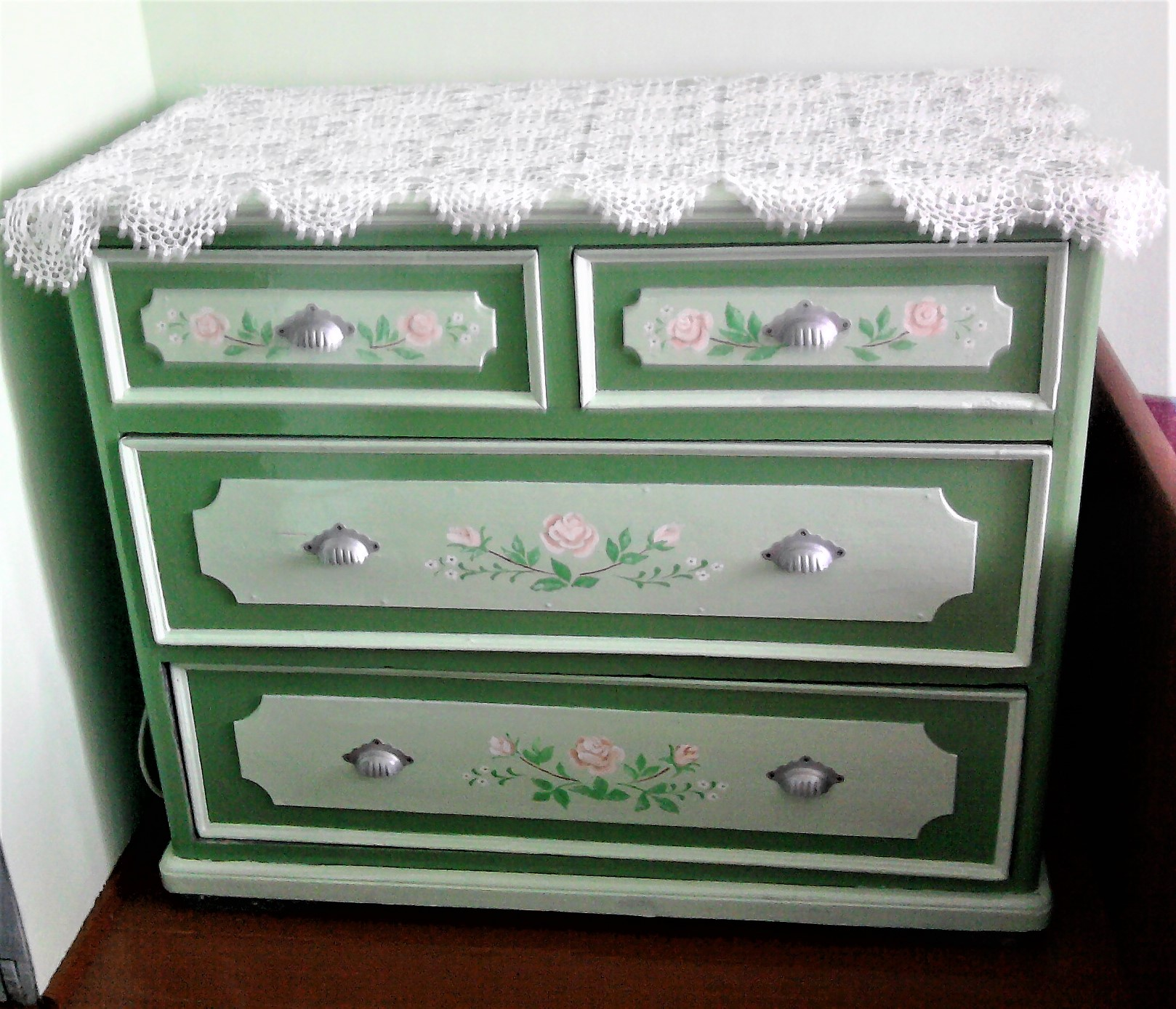
Kommode (2013)
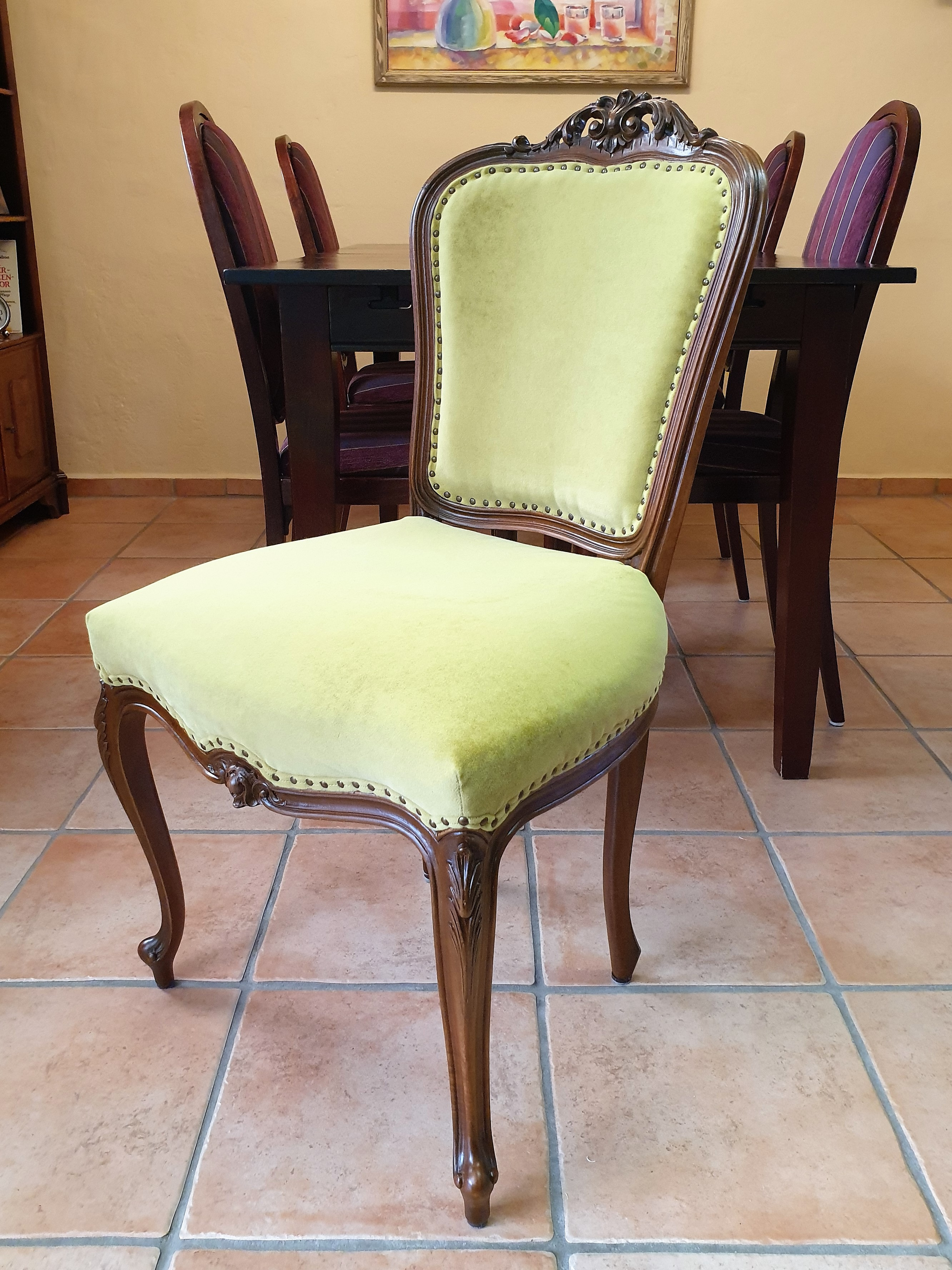
Barock-Stuhl (2017)
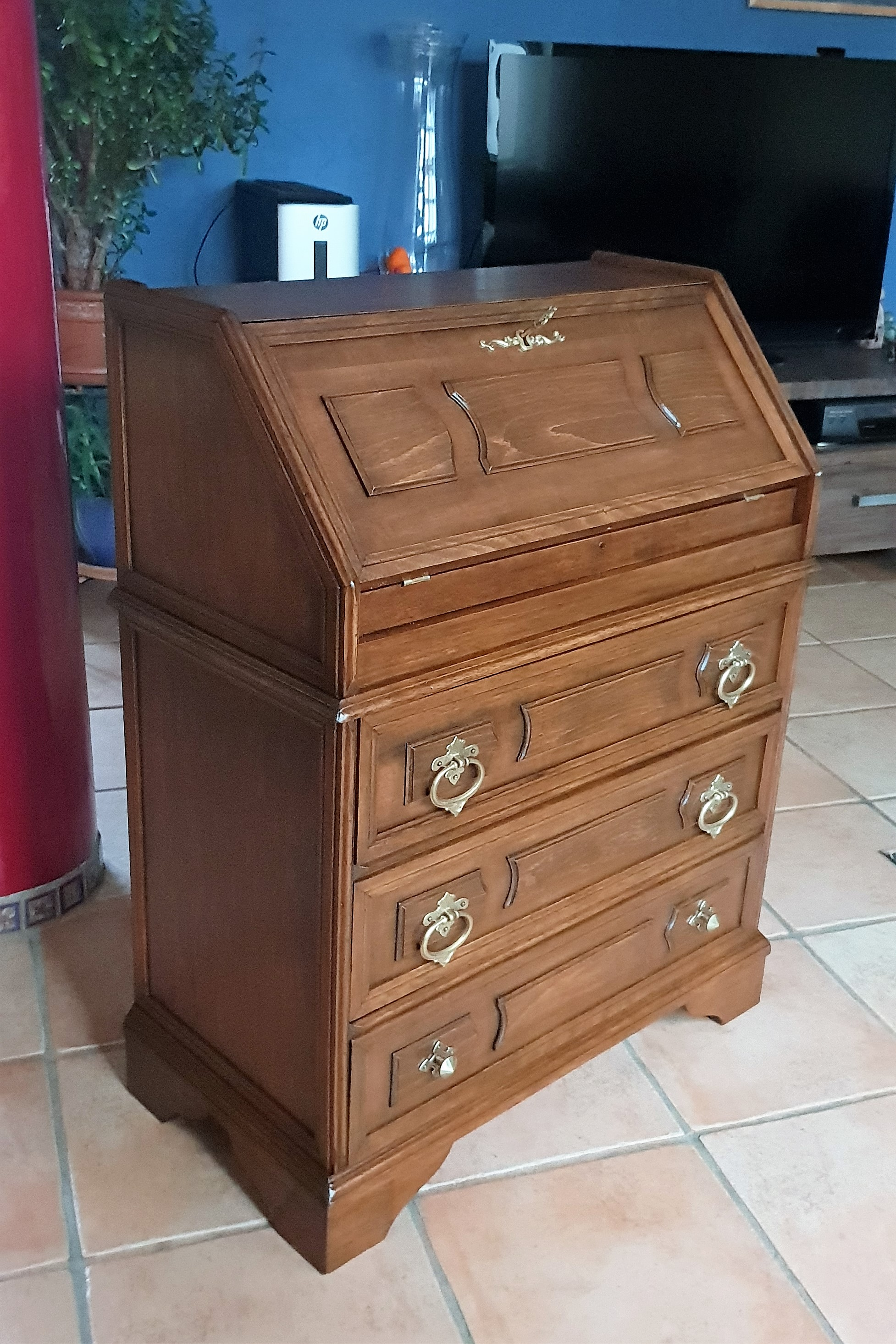
Sekretär (2018)